# 쓰나시마역
쓰나시마역(일본어: 綱島駅, つなしまえき)은 일본 가나가와현 요코하마시 고호쿠구에 있는 도쿄 급행 전철의 역이다. 역 번호는 TY14이다.

## 역사
- 1926년 2월 14일: 쓰나시마 온천 역으로 영업 개시. 개업 당초에는 상대식 승강장의 지상역이었다.
- 1933년 7월: 섬식 승강장으로 개축함.
- 1944년 10월 20일: 쓰나시마역으로 역명 변경.
- 1950년경: 매표구 증설.
- 1963년 11월: 고가역사화.
- 2001년: 역사 개량.
- 2009년 10월 31일: 북문에 있던 도큐 버스 쓰나시마 안내소의 영업 종료.
- 2012년: 후쿠토신 선과의 상호 직통 운전을 위한 플랫폼 연장 공사 및 지붕 연장 공사 후에 완성됨.

## 역 구조
상대식 승강장 2면 2선의 고가역이다. 개찰구는 2곳으로 서, 동쪽 출입구 방면의 유인 개찰구와 버스 터미널과 연결되는 북문의 무인 개찰구가 있다.
고가화 이전에는 섬식 승강장 1면 2선에서 18m급 차량 5량 편성분의 유효 길이였지만 6량 편성으로 증가시키기 위해 역 남쪽 시모구치쓰나시마 선의 건널목을 사쿠라기초 방향으로 1량이 막혀 있는 형태로 정차되면서 이에 따라 정체도 고가화하는 요인으로 작용했다. 또한, 고가화 이전의 6량 편성의 경우에는 사쿠라기초 방향의 1량 승강용 문은 마감 시간 취급으로 알려졌다.
2009년 10월부터는 2013년 3월 16일부터 시작된 도쿄 지하철 후쿠토신 선과의 직통 운전에 따라 급행 10량 편성화에 대비한 플랫폼을 연장하고, 지붕 연장 공사를 개시하였다. 히요시 방면에 추가로 2량분의 플랫폼 연장 공사를 하고 10량 편성 정차에 대응할 수 있게 되었다.

### 승강장
| 번호 | 노선      | 방향 | 행선                                                                                  |
| ---- | --------- | ---- | ------------------------------------------------------------------------------------- |
| 1    | 도요코 선 | 하행 | 기쿠나・요코하마・ 미나토미라이 선 모토마치·주카가이 방면                             |
| 2    | 도요코 선 | 상행 | 시부야・ 후쿠토신 선 이케부쿠로・ 세이부 선 도코로자와・ 도부 도조 선 가와고에시 방면 |

## 역 주변
역 동쪽에는 버스 터미널과 소규모 상가, 쓰나시마 온천이 있다. 역 서쪽 일대로는 상업 지구로 성업 중이었다. 과거의 온천 환락가의 흔적으로 러브 호텔, 룸싸롱 등 유흥 업소가 적지 않게 존재하고 있었다. 역 북측은 언덕으로 가파른 언덕을 올라가다 초록색이 남아 있는 쓰나시마 공원과 쓰나시마 시민의 숲이 있다. 역 남쪽에는 도요코 선 철교로 건너고 있는 쓰루미 강이 흐르고 있어서 강변은 인근 주민들의 쉼터다.
쓰나시마 도로와 시모구치쓰나시마 선 등 주변 도로는 좁은 교통량도 많기 때문에 역전은 만성적 체증이 발생하면서 손님을 기다리는 택시와 불법 주차에 더욱 좁아진 골목을 다수의 노선 버스와 보행자가 통행하는 등 안전에 문제가 있는 상황이다. 재개발의 검토가 이루어졌는데, 실현되지는 않았다.
- 쓰루미 강
- 오쓰나바시
- 쓰나시마 공원 (쓰나시마 고분)
- 쓰나시마 온천 (쓰나시마 온천)
- 요코하마 시 쓰나시마 지구 센터
- 요코하마 시 안전 관리국 고호쿠 소방서 쓰나시마 출장소
- 쓰나시마 우체국
- 쓰나시마혼도리 우체국
- 요코하마 미나미쓰나시마 우체국
- 요코하마 신요시다 우체국
- 도큐 스토어

## 사진

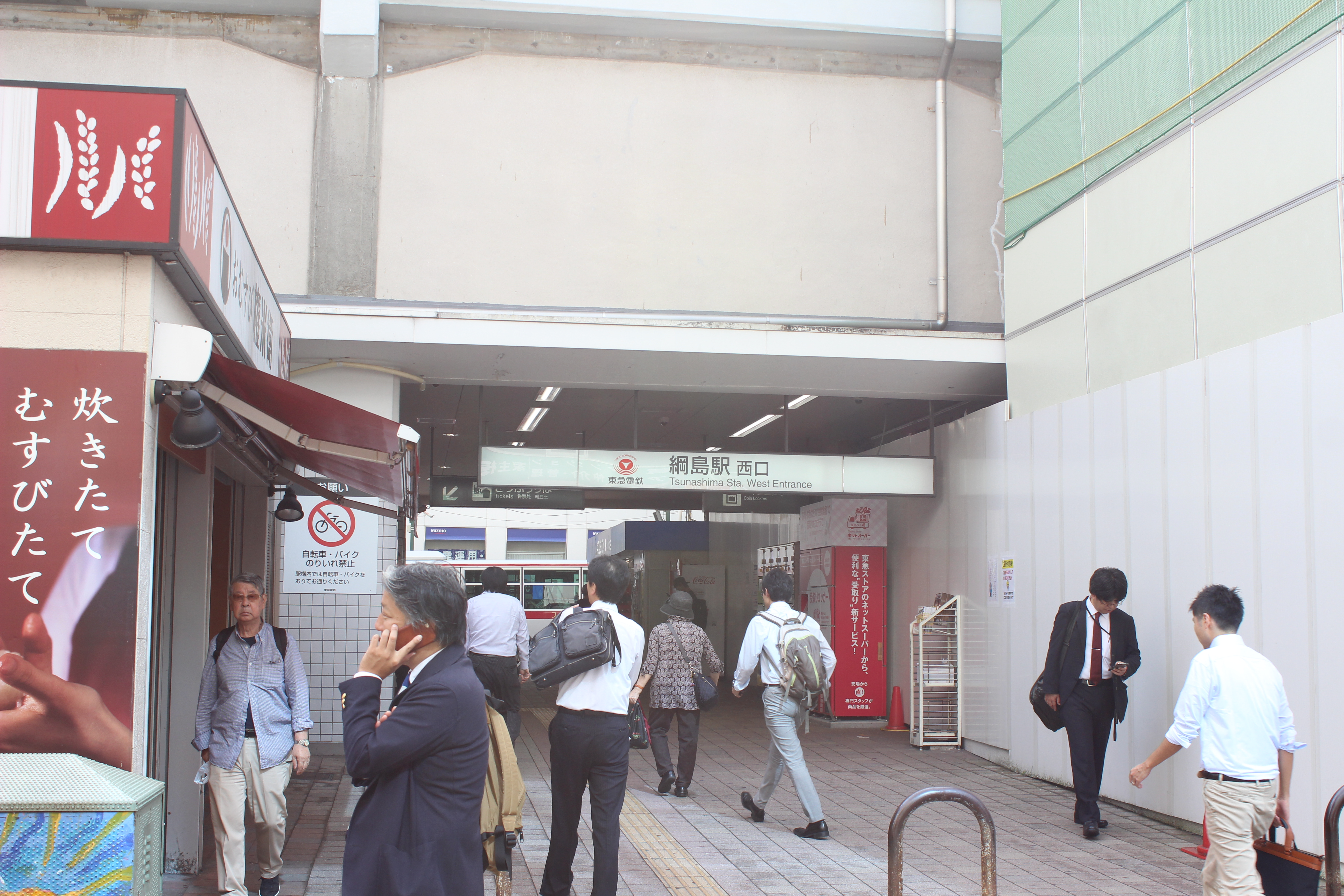
동쪽 출입구
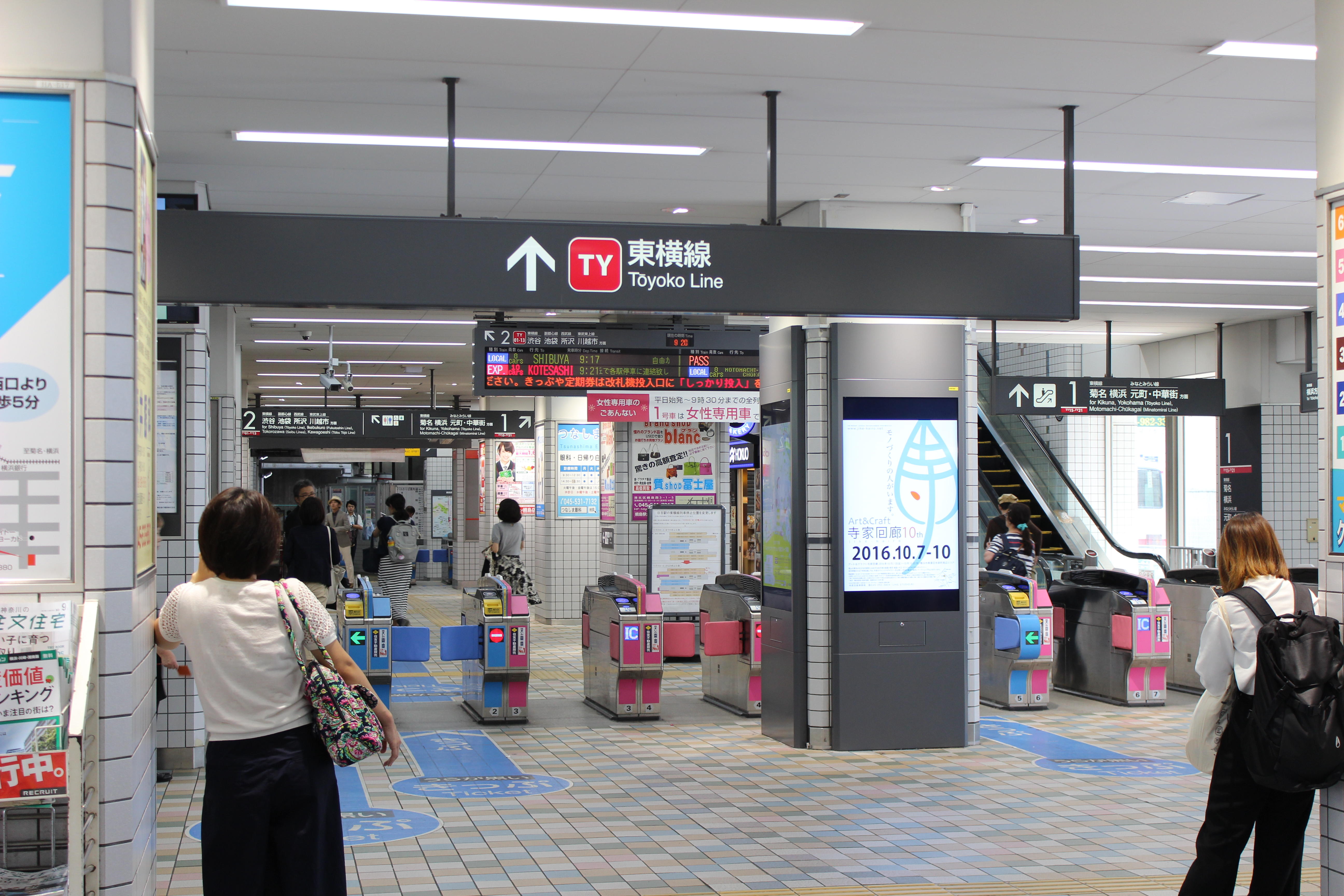
중앙 개찰구

## 인접역
| 도쿄 급행 전철 도요코 선 | 도쿄 급행 전철 도요코 선 | 도쿄 급행 전철 도요코 선       |
| ------------------------ | ------------------------ | ------------------------------ |
| TY 13 히요시 시부야 방면 | ■ 급행                   | 기쿠나 TY 16 요코하마 방면     |
| TY 13 히요시 시부야 방면 | ■ 각역정차               | 오쿠라야마 TY 15 요코하마 방면 |